# Domingo Batet Mestres
Pour les articles homonymes, voir Batet.
Domingo Batet Mestres, en catalan Domènec Batet i Mestres (Tarragone, 1872 - Burgos, 1937), était un militaire espagnol, général de division de l’armée de terre.
Diplômé de l’Académie générale militaire, puis de l’École supérieure de guerre (formation aux fonctions d’état-major) — dont il interrompit le cursus en 1895 pour partir combattre comme volontaire à Cuba, dans la guerre d’indépendance d’abord, puis contre les États-Unis —, Batet reçut diverses affectations, pour la plupart en Catalogne, mais aussi dans des unités combattantes au Maroc. S’il conspira contre la dictature de Primo de Rivera, en participant à la Sanjuanada de 1926, il ne s’impliqua dans aucun complot après l’avènement de la république en 1931, se signalant au contraire par sa loyauté au nouveau régime et son respect de la légalité.
Nommé capitaine général de Catalogne, il se montra soumis à l’autorité civile, respectueux du régime d’autonomie catalan et prudent dans sa gestion des tensions entre certains militaires et l’administration autonome. En octobre 1934, lors du coup de force de Companys, il ne fit donner du canon sur le palais de la Generalitat qu’après négociations et face à l’intransigeance des insurgés.
Désigné général en chef de la VIe division organique de Burgos le 13 juin 1936, Batet — légaliste, et trompé par une fausse promesse de Mola — refusa de rallier le soulèvement militaire du 18 juillet, comme l’y pressait son état-major. Appréhendé par les militaires rebelles, il passa en conseil de guerre, fut condamné à mort puis fusillé en février 1937.

## Biographie

### Sous la monarchie et sous la dictature de Primo de Rivera
Après ses études à l’Académie militaire, où il s’était inscrit en septembre 1887 et dont il sortit diplômé en 1893 avec le grade de lieutenant, il reçut sa première affectation dans le régiment d’infanterie en garnison à Barcelone. Plus tard, il fut admis comme élève à l’École supérieure de guerre, mais interrompit son cursus en 1895, s’étant en effet porté volontaire pour partir à la guerre de Cuba (1895-1898), où il prit part, dans les rangs du bataillon provincial de La Havane, aux campagnes militaires contre les indépendantistes cubains, puis en 1898 à la guerre contre les États-Unis, laquelle se solda par la perte de l’île pour l’Espagne. Batet, promu capitaine l’année suivante pour mérites au combat, postula que la cause de la défaite était, davantage que la puissance navale américaine, le désir d’indépendance du peuple cubain.
De retour en Espagne en 1897, il reprit ses études militaires à l’École supérieure de guerre et les acheva en 1900. Il fut alors versé dans le régiment de Luchana, puis, un an plus tard, dans le corps des Somatenes de Catalogne, où il resta jusqu’à son ascension au grade de commandant en 1909. En 1915, promu lieutenant-colonel, il retourna au régiment de Luchana, d’où il fut ensuite muté pour la zone de Lérida, après avoir été fait colonel en 1919.
En 1922, dans le sillage du dénommé rapport Picasso établi après le désastre d’Anoual, et alors qu’il commandait le régiment de Valladolid, Batet fut nommé juge militaire chargé d’instruire les procédures engagées, et rédigea, dans le cadre de cette mission, un rapport sur les hauts commandants de l’armée espagnole au Maroc, rapport où le général Franco était présenté sous un jour peu favorable,. Il fut écarté cependant après qu’il eut été statué que cette mission incombait à un militaire du Corps juridique.
En 1925, promu général de brigade, il reçut une affectation à Alicante, puis à Tarragone, sa ville natale.
Dans un premier temps, Batet se soumit à la dictature de Primo de Rivera ; néanmoins, en 1926, il fut détenu et passa en jugement pour complicité dans la tentative de soulèvement militaire contre la dictature connue sous le nom de Sanjuanada. Le conseil supérieur de guerre le sanctionna par une mise en disponibilité, mais par la suite prononça l’acquittement.

### Deuxième République

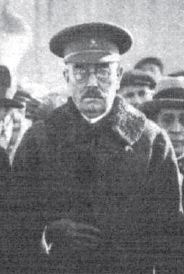
Domingo Batet à Tortosa (1931).

À la proclamation de la république en 1931, il se trouvait affecté dans l’île de Majorque. En juillet 1931, il remplaça le général Eduardo López Ochoa au poste de capitaine général de Catalogne et de général en chef de la IVe division organique, après que celui-ci eut été relevé de ses fonctions par suite de dissensions avec le nouveau ministre de la Guerre, Manuel Azaña. Durant son mandat à ce poste, Batet se signala par sa subordination à l’autorité civile, par son respect pour le régime d’autonomie catalan et par la circonspection avec laquelle il s’interposait dans les tensions entre certaines factions militaires et la nouvelle administration autonome.
Au lendemain de l’insurrection de la Generalitat du 6 octobre 1934, survenue simultanément avec le déclenchement de la Révolution asturienne, Lluís Companys lui enjoignit de se placer sous l’autorité de la Generalitat. Cependant, Batet prit contact avec Alejandro Lerroux, président du gouvernement, qui lui ordonna de proclamer l’état de guerre et de réprimer durement le mouvement sécessionniste. À la suite de plusieurs échauffourées, se soldant par trois morts, l’armée sous le commandement de Batet s’empara de la place Sant Jaume à Barcelone. Le général engagea ensuite des pourparlers avec Enric Pérez i Farràs (en), qui avait pris la tête des Mossos d'Esquadra, et tenta d’obtenir que ceux-ci déposent leurs armes. Pérez Farrás toutefois refusa de se rendre et les Mossos ouvrirent le feu sur les troupes, faisant plusieurs morts et blessés. Lorsque l’armée réagit en tirant au canon sur le palais de la Generalitat, les insurgés commandés par le colonel Frederic Escofet i Alsina (ca) se rendirent au bout de cinq heures et furent faits prisonniers. En dépit de ces combats, il est considéré généralement que Batet réussit à reprendre la situation en mains au prix d’un minimum de destruction et de violence, même si son attitude lui valut des attaques de la part des deux camps — de la droite et de quelques secteurs militaires d’une part, et des insurgés vaincus d’autre part —, ce qui du reste se traduira plus tard par ceci que la famille de Batet, profondément catholique, eut à subir des persécutions pendant la Guerre civile, jusqu’à ce que, par l’entremise de Josep Tarradellas, ami de Batet, elle put fuir en France. Batet se vit décerner la croix laurée de saint Ferdinand pour son rôle dans le rétablissement de l’ordre.
En mars 1935, Batet fut nommé chef du Cabinet militaire du président de la république Niceto Alcalá-Zamora. Le 13 juin 1936, à sa propre requête, il fut relevé de ses fonctions et désigné général en chef de la VIe division organique de Burgos,.

### Coup d’État militaire de juillet 1936
À Burgos, siège de la VIe division militaire, le noyau de conspirateurs se composait principalement du lieutenant-colonel Aizpuru Martín-Pinillos — ami du général Mola et chef suppléant de l’état-major du général Batet jusqu’à peu de jours avant le coup d'État —, et, plus tard seulement, du colonel Fernando Moreno Calderón (es), nouveau chef d’état-major de Batet depuis le 8 juillet et ultérieur membre de la Junta de Defensa Nacional. Les conspirateurs escomptaient « un contrôle facile et rapide de la situation sur les terres du Cid [la Vieille-Castille] ». Alors que les préparatifs du soulèvement suivaient leur cours, Batet, hostile à une rébellion militaire, eut de sa propre initiative, le 16 juillet 1936, dans le monastère d’Irache, une entrevue avec son subordonné et ami, et l’un des principaux conspirateurs, le général Mola, commandant militaire de Pampelune, où il tenta de déterminer si Mola était impliqué dans la conspiration, allant jusqu’à lui demander sa parole d’honneur qu’il ne prendrait pas part à l’insurrection, demande à laquelle Mola accéda effectivement,. Selon un auteur, Batet rencontra Mola dès le 10 juillet et l’interrogea sur son attitude devant la rébellion projetée, à quoi Mola aurait répondu habilement : « Moi, je ne suis engagé dans aucune aventure. J’ai toujours pensé, en remplissant mon devoir, défendre l’Espagne »,. Si certes Mola avait donné à Batet sa parole d’honneur de ne pas se soulever, Moreno Calderón était bien un homme lige de Mola.
Cependant, le plan fut contrarié à la dernière heure, lorsque les autorités républicaines, ayant eu vent de l’activité conspiratrice du général de brigade Gonzalo González de Lara, procédèrent à son arrestation le 16 juillet, en même temps que des autres conjurés. Ce contretemps put être réparé en faveur des insurgés dans la nuit du 18 au 19, grâce à l’intervention de l’état-major de Batet, qui subissait de son côté la pression de la garnison de Burgos, laquelle était de fait déjà entrée en rébellion.
Moreno Calderón, qui ne faisait pas partie initialement du noyau conspirateur, et n’avait été mis au courant du mouvement que dans l’après-midi du 18 par le lieutenant-colonel Aizpuru, homme de Mola, eut comme première réaction d’en aviser le général Batet, en soulignant que selon lui le sentiment de la garnison de Burgos était si profondément ancré qu’il serait impossible d’empêcher l’insurrection. Malgré son inclination pour les insurgés, Moreno Calderón s’en tint donc tout d’abord à une obéissance stricte vis-à-vis de son supérieur Batet.
Le 18 juillet, après l’annonce du soulèvement contre la République, Batet, ajoutant créance à la parole d’honneur de Mola, rejeta la requête de Moreno Calderón de prendre la tête du soulèvement de sa division organique et tenta d’en dissuader les insurgés dans un appel téléphonique. L’ordre formel du général à ses subordonnés portait qu’ils avaient à se retirer dans leurs domiciles respectifs et à ne rien entreprendre, ordre qui fut dédaigné unanimement. Devant l’inexorabilité du soulèvement, Moreno Calderón et ses officiers se mirent en devoir de tenter encore de convaincre le général de prendre la tête du mouvement avec l’ensemble de la VIe division, tâche difficile compte tenu des antécédents de Batet, militaire loyal au régime, apolitique, respectueux de la légalité et fier de sa croix laurée gagnée en défendant l’ordre constitutionnel à Barcelone en octobre 1934, et qui allait jusqu’à envisager de se lancer avec ses maigres troupes dans une résistance désespérée,. Selon un témoin, Moreno Calderón aurait alors, soit de sa propre initiative, soit sur indication de Batet, proposé d’ajourner le soulèvement de 24 heures, pour se laisser le loisir de voir si Batet prendrait la tête du mouvement. Entre-temps, le lieutenant-colonel Aizpuru dut se rendre à la caserne pour confirmer aux insurgés le ralliement de l’état-major de Batet. Le véritable homme fort parmi les insurgés de Burgos était le colonel José Gistau Algarra (es), que le général Batet essaya — en vain — de remplacer dans la nuit du 18 juillet par le lieutenant-colonel Natalio López Bravo (es). Gistau ordonna la mise en détention du général Julio Mena Zueco (es), dépêché à Burgos par le gouvernement républicain pour prendre le commandement de la 11e brigade d’infanterie San Marcial, principal corps d’armée dans la province de Burgos, puis Gistau se joignit au soulèvement et prit à titre provisoire la tête de la VIe division organique.
Devant l’ultimatum du colonel Gistau, qui menaçait de prendre la division organique par la force, et tandis que des canons étaient disposés par les insurgés en face du bâtiment de la division, Batet, vu son attitude irréductible, fut mis en détention le 19 juillet, à trois heures du matin, par le lieutenant-colonel Aizpuru et le commandant Algar Quintana, c’est-à-dire par ses propres subordonnés, en présence des officiers les plus jeunes de l’état-major,.

### Condamnation et exécution
Condamné à mort par un conseil de guerre, que présidait le général Ángel García Benítez (es), il fut fusillé le 18 février 1937, en dépit des démarches entreprises en sa faveur par les généraux Queipo de Llano et Cabanellas. Franco dédaigna mesquinement — selon l’expression de Bennassar — les instances de Queipo de Llano en faveur de son ami Batet, en guise de revanche pour le refus de Queipo de gracier le général Campins, ami de Franco,. Batet s'adressa au peloton d'exécution en ces termes : « Soldats, faites votre devoir, sans que demain il suscite des remords. Comme acte de discipline vous devez tirer, en obéissant à la voix du commandement. Faites-le au cœur. Votre général vous le demande, qui n'a pas besoin de vous pardonner car il ne commet aucune faute, celui qui agit selon les ordres de ses supérieurs ».
Batet fut inhumé dans le cimetière de Tarragone.